# Schweinsdorf (Freital)
Schweinsdorf ist ein Stadtteil der sächsischen Großen Kreisstadt Freital im Landkreis Sächsische Schweiz-Osterzgebirge.

## Geographie
Schweinsdorf liegt südöstlich des Freitaler Stadtgebietes. Im Westen grenzen Deuben und Hainsberg an. Westlich der Ortslage befinden sich dabei die „Schweinsdorfer Alpen“, ein von Felsen durchsetzter Steilhang. Etwas weiter östlich liegt die Gemarkung Niederhäslich. Im Süden grenzen der Rabenauer Vorholz und Obernaundorf an. Große Teile des Gebietes liegen auf den Ausläufern des „Raschelberg“. Als Verbindungsweg nach Deuben fungiert die alte Dorfstraße (heute: Jägerstraße), welche allerdings für den Kfz-Verkehr gesperrt ist. Die Wartburgstraße verbindet Schweinsdorf auf direktem Wege mit der Poisentalstraße und die Oststraße verbindet Schweinsdorf und Niederhäslich (siehe auch: Liste der Straßen in Schweinsdorf (Freital)).
Ein großer Teil des südlichen Bereiches des Stadtteils verfügt über keinerlei Wohnbebauung und ist stattdessen von Wiesen und Wäldern bzw. Kleingartenanlagen (letzteres südlich der Oststraße) geprägt.

## Geschichte

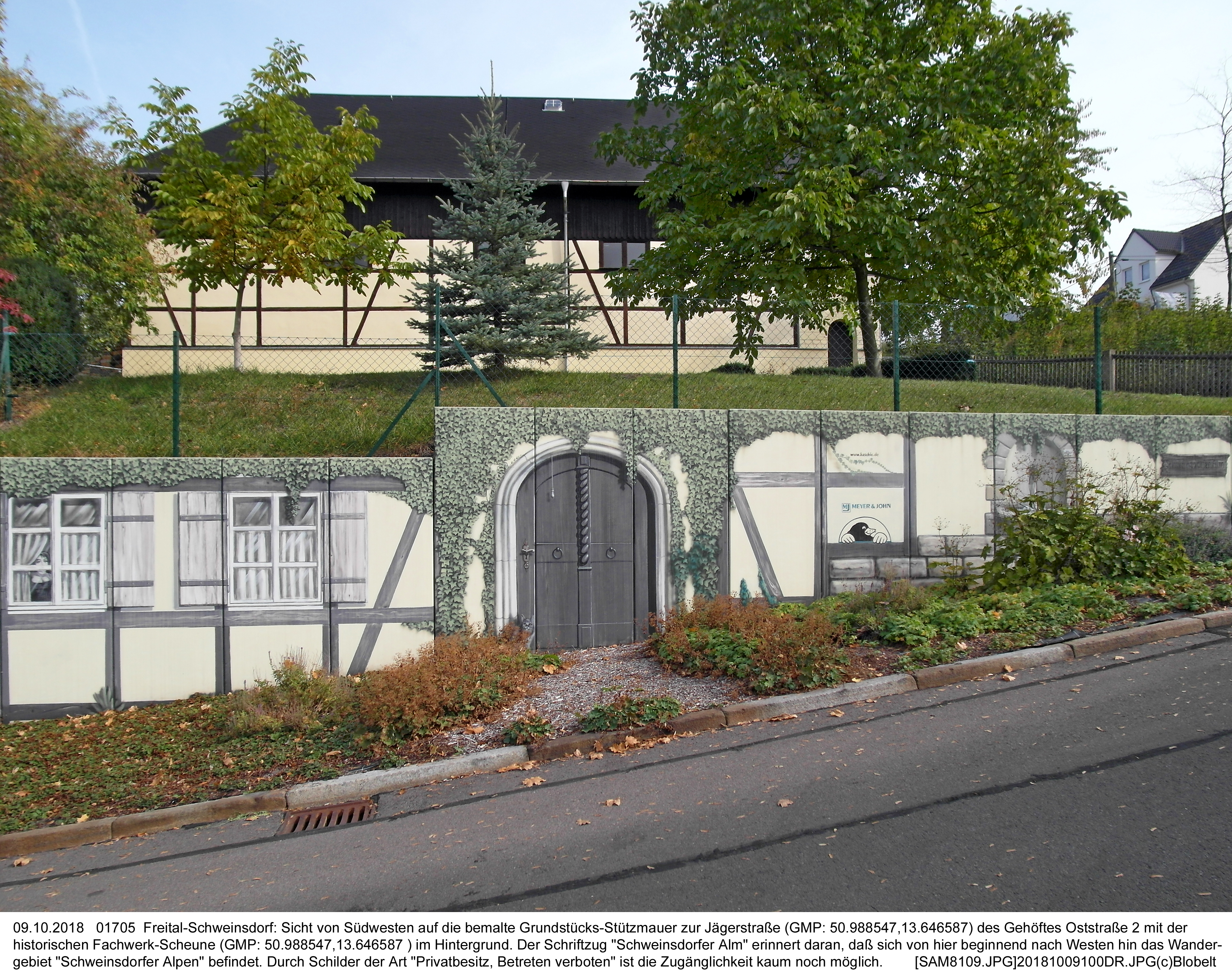
„Schweinsdorfer Alm“, Oststraße. 2 / Ecke Jägerstraße

1340 wird Schweinsdorf als Swinsdorf erstmals erwähnt. Da es dabei um Geldzinsen geht, die den Burggrafen von Dohna abgekauft worden waren, liegt die Annahme nahe, dass der Ort im späteren 12. Jahrhundert im Zusammenhang mit deren Kolonisationszug im Weißeritzgebiet entstanden ist, für den es auch zahlreiche weitere Indizien gibt. 1466 lag die Verwaltungszugehörigkeit bei der „Pflege Tharandt“. 1551 übte das Rittergut Potschappel die Grundherrschaft aus. Ab 1696 war Schweinsdorf zum Amt Dresden gehörig, seitdem war es Amtsdorf. Von 1856 bis 1875 gehörte Schweinsdorf zum Gerichtsamt Döhlen, später zur Amtshauptmannschaft Dresden. 1539 ist Schweinsdorf nach Döhlen gepfarrt und seit 1869 nach Deuben. 1565 wird im Ort ein Vorwerk genannt.
Am 1. April 1900 wurde Schweinsdorf als erster Ortsteil nach Deuben eingemeindet. 1921 schloss sich Deuben mit Döhlen und Potschappel zur Stadt Freital zusammen, Schweinsdorf wurde kein eigener Stadtteil der neuen Stadt, es blieb Deuben zugeordnet und existierte als Ortschaft weiter. Im Zuge einer Gemeindeteiländerung im März 2011 wurden Schweinsdorf und Niederhäslich eigene Stadtteile Freitals.

### Entwicklung der Einwohnerzahl
| Jahr | Einwohner                               |
| ---- | --------------------------------------- |
| 1554 | 11 besessene Mann, 23 Inwohner          |
| 1764 | 11 besessene Mann, 3 Häusler            |
| 1834 | 90 Einwohner, 8 Bauernhöfe              |
| 1855 | 217 Einwohner, 19 Gebäude, 44 Haushalte |
| 1871 | 230                                     |
| 1890 | 442                                     |
| 1895 | 483                                     |